# Ubuntu
 For alternative betydninger, se Ubuntu (filosofi).
Ubuntu (IPA: /u'buntu/) er en variant af det frie styresystem GNU/Linux til computere og er baseret på Debian GNU/Linux. Navnet kommer fra en sydafrikansk filosofi. Anvender man Ubuntu kan man hente talrige gratis programmer på nettet, f.eks. en kontorpakke. Man kan afprøve det grafiske styresystem uden at installere noget på harddisken ved brug af en live-cd. Installationen af Ubuntu er enkel og brugervenlig. Det foregår via et program der startes fra live-cd'en og som guider brugeren igennem installationen ligesom det kendes fra Microsoft Windows. Derudover har Ubuntu også meget fokus på regelmæssigt at udgive nye versioner, nem installation og frihed fra juridiske restriktioner, og er hovedsageligt tiltænkt som et moderne frit styresystem til den gennemsnitlige computerbruger.
Ubuntu sponsoreres af Canonical Ltd., et privat firma grundlagt af den sydafrikanske mangemillionær Mark Shuttleworth. Der findes omfattende websideer hvor nye brugere kan få hjælp til at komme i gang med Ubuntu.
Styresystemets navn kommer fra zulu- og xhosa-begrebet ubuntu, der ikke har én præcis, alment anerkendt oversættelse, men som betegner en form for fællesskab. Ubuntus motto, Linux for Human Beings ("Linux for mennesker"), sammenfatter et af projektets primære mål – at gøre Linux nemmere at bruge.
Ubuntu udgives i en ny version hver 6. måned, hvilket er oftere end Debian.
Kubuntu og Xubuntu er officielle underprojekter af Ubuntuprojektet, med de mål at bringe KDE og Xfce skrivebordsmiljøerne til Ubuntukernen. Edubuntu er et officielt underprojekt "designet til skolemiljøer, og bør være lige passende for børn at bruge hjemme."

## Historie og udvikling
Ubuntu, som oprindeligt var kendt som no-name-yet.com, blev udgivet første gang 20. oktober 2004 (version 4.10, efter "Å.MM"-standarden) og startede egentlig som en midlertidig udbryder fra Debian GNU/Linux, for at en ny version af Ubuntu ville kunne udgives hver sjette måned, hvilket ville resultere i et oftere opdateret system. Ubuntu låner regelmæssigt af Debians kode, for at sørge for at nye versioner af Ubuntu bliver udgivet hver sjette måned, men har med tiden også fået mange programmer udviklet specifikt til Ubuntu. Ubuntu indeholder altid den nyeste version af GNOME og udgives kort efter en ny version udkommer. I modsætning til andre udbrydere fra Debian, som Xandros, Linspire og Libranet, holder Canonical og Ubuntu sig tæt op ad Debians filosofi og bruger for langt størstedelen fri software i stedet for at gøre proprietær software en del af deres forretningsmodel.
Ubuntu bruger Debians Advanced Packaging Tool til at håndtere installerede programpakker. Ubuntus pakker er generelt baserede på pakker fra Debians ustabile arkiv; de er dog ikke altid kompatible med hinanden. Flere Ubuntuudviklere er også ansvarlige for pakker i Debians arkiver, og ændringer i Ubuntu bidrages oftest tilbage til Debian, når de udføres, i stedet for kun at blive annonceret ved udgivelse. Ian Murdock, grundlæggeren af Debian, kritiserede i april 2005 Ubuntu for den manglende kompatibilitet mellem dens pakker og Debianudgaven sarge's og sagde, at Ubuntu var gået for langt fra Debian til, at de kunne forblive kompatible.
Fejl i Ubuntu spores via Launchpads hjemmeside, som integrerer med Bazaar versionkontrolsystemet på lidt samme måde, som SourceForge integrerer med CVS.
Ubuntu finansieres i øjeblikket hovedsageligt af Mark Shuttleworth gennem Canonical Ltd. Den 8. juli 2005 informerede Canonical om oprettelsen af Ubuntu Foundation og gav fonden en startkapital på 10 millioner dollar. Fondens hovedformål er at sikre brugerhjælp og udvikling til fremtidige versioner af Ubuntu, hvis Canonical var nødt til at trække sig ud af projektet.
1. maj 2007 bekendtgjorde Dell, at de ville begynde at sælge hjemmecomputere og bærbare med Ubuntu på. De sagde også, at kunder vil være i stand til at købe support for Ubuntu, fra Canonical, gennem Dell. Disse tilbud gælder p.t.(oktober 2007) kun i USA, Tyskland, Frankrig og Storbritannien.

## Egenskaber

### Brugervenlighed
Ubuntu bruger GNOME som standardskrivebordsmiljø, for at skabe en fri, simpel og intuitiv brugerflade. Mens det tilbyder en lang række alment nyttige programmer, såsom OpenOffice.org, Mozilla Firefox og GIMP, sigter det også mod at undgå, at programmer overlapper hinanden med diverse egenskaber frem for at give mange forskellige varianter af de samme pakker.
Førhen benyttede Ubuntu en orangebrun brugergrænseflade, hvilket er lidt specielt, da næsten alle andre styresystemer bruger blå som deres standardfarve. Fra version 10.04 er farvetemaet skiftet ud med sort/lilla tema.
Programmer kan findes i 'Programmer'-menuen, en menu som findes i øverste venstre hjørne. Åbne vinduer kan ses i statuslinjen i bunden af skærmen. Ubuntu kan fås på over 40 sprog og lader også brugere indsende yderligere oversættelser via Rosetta Translation-værktøjet.
Ubuntus fokus på brugervenlighed omfatter også inkludering af den udbredte sudo-kommando, som lader brugere udføre administrative handlinger uden at påbegynde en potentielt usikker superbruger-session.

### Distribution
Ubuntu sendes som en ISO-fil, som kan være på en enkelt cd, eller den kan alternativt, helt gratis, sendes med posten via Canonicals ShitIp-tjeneste til enhver, som anmoder om det. Det er meningen, at dette skal reducere den tid, det tager at hente Ubuntu, og risikoen for at miste en del af installationssoftwaren samt for at hjælpe de brugere, som ikke er trygge ved/i stand til at hente og brænde en ISO-fil til en cd. Mange Linux-distributioner kræver, at man henter flere ISO-filer og gennemgår timelange installationsprocesser, mens Ubuntu er en af de relativt få distributioner, som kan installeres hurtigt og fra en enkelt cd. Derudover kan alle Ubuntu-versioner siden 4.10 hentes gratis.
Siden version 6.06 LTS har Ubuntus cd'er tjent som både Live-cd'er og installations-cd'er. En sådan cd starter et skrivebord med alle egenskaber, og lader brugere se, om hans hardware er kompatibelt samt eksperimentere med de tilgængelige programmer. Cd'en lader også brugeren installere Ubuntu til harddisken ved at bruge Ubiquity-programmet, og bevare dokumenter oprettet via live-cd'en. Der findes også en alternativ installations-cd som bruger tekstinstallationsprogrammet debian-installer, som er tilsigtet dem med lavere systemspecifikationer, administratorer, som installerer Ubuntu på mange systemer, og dem, som behøver avanceret partitionering af diske.
Live-cd'en indeholder også en samling af fri og open source Windows-programmer, heriblandt Mozilla Firefox, Mozilla Thunderbird, AbiWord, Blender og ClamAV, som kan installeres, hvis Windows kører, mens cd'en er i drevet. Denne egenskab er stillet til rådighed i samarbejde med OpenCD-projektet.
Der er to former for udgivelser: en til hjemmecomputere og bærbare samt en til servere. Hjemmecomputerversionen findes til x86- og x86-64-computere. Serverudgaven findes til begge platforme samt SPARC, og findes ikke som Live-cd (den bruger kun den tekstbaserede installation).

### Tilgængelighed
Ubuntu fokuserer på tilgængelighed og internationalisering, for at nå ud til så mange mennesker som muligt. Siden version 5.04 har UTF-8 været standardtegnsæt. Ubuntu har også specielle temaer for svagtsynede, oplæsningssoftware og muligheden for at få et keyboard på skærmen.
Canonical's Rosetta-værktøj er en del af Launchpad-websiden, som lader brugere af Ubuntu bidrage til oversættelsen af Ubuntu-software på en meget enkel måde.

### Installation
Ubuntu installeres ved brug af en live-cd. Brugere starter deres computer op fra cd'en i stedet for harddisken. Når de er klar til at installere, starter de et installationsprogram, som guider dem gennem processen.
Efter installationen tilbyder Ubuntu også at udføre en automatisk opdatering. Med brugerens tilladelse vil systemet finde, modtage, installere og konfigurere softwareopdateringer.
Den seneste Ubuntu-version, 10.04, tilbyder også installation fra Windows. Det gør det muligt for uøvede brugere at afprøve systemet uden at foretage større ændringer på computeren. Denne metode giver mulighed for at lave boot med to valgmuligheder: En der starter op i Windows, og en der starter op i Ubuntu. Hvis brugeren ikke bryder sig om Ubuntu efter at have afprøvet systemet, kan Ubuntu afinstalleres fra Windows, og alt vil være som før installationen af Ubuntu.

### Brugerfællesskab
Ubuntu ønsker at brugerne er en del af udviklingsarbejdet.
Ubuntu har en række officielle webfora, hvor folk opfordres til at diskutere styresystemet. Canonical har også en række postlister for projektet, og udviklernes postlister er åbne for alle. Ubuntus regelmæssige udviklingskonferencer er åbne for offentligheden.
Brugere opfordres også til at gøre brug af The Fridge, en blog for alle, som skal holde brugere informerede om Ubuntu-relaterede nyheder.
Brugergrænsefladen i Ubuntu følger med sine brune og orange farver og billedmateriale et tema, som efterligner afrikansk stammekunst. Illustrationer af mennesker i globale fællesskaber er meget udbredt i Ubuntus billedmateriale.

## Pakkeklassificering og brugerhjælp
Ubuntu deler al software op i fire sektioner, kaldet komponenter, som skal reflektere forskellene i licens og hvilken grad af brugerhjælp, der er tilgængelig. Komponenterne er Main, Restricted, Universe og Multiverse og indeholder pakker således:
|                   | Fri software | ikke-fri software |
| brugerhjælp       | Main         | Restricted        |
| ingen brugerhjælp | Universe     | Multiverse        |

Main og Universe indeholder software, som efterkommer Ubuntus licenskrav, der er nogenlunde de samme som Debian Free Software Guidelines. Main kan også indeholde binær firmware og udvalgte skrifttyper brugt i understøttet software, som ikke kan redigeres uden tilladelse. Uanset dette er videredistribution altid tilladt.
Ikke-frie hardwaredrivere er i Restricted-komponenten, hvor man i kraft af deres vigtighed kan få brugerhjælp, dog i begrænset omfang pga. mangel på eller begrænset adgang til kildekoden.
Det er meningen at Main og Restricted indeholder al den software, som er nødvendig for et standard styresystem til almindeligt brug. Andre programmer, uden brugerhjælp, placeres i Universe (frie) og Multiverse (ikke-frie). Multiverse indeholder softwarepakker, som muligvis kan bryde amerikansk og international patent- eller ophavsretslov. Eksempler på dette er software, som muliggør afspilning af patenterede medieformater. På grund af den tvivlsomme juridiske status, der omgiver uofficiel dvd-afkodning i nogle dele af verden, blev Libdvdcss fjernet fra Ubuntus officielle arkiver, men kan stadig hentes fra VideoLAN-projektets webside. Kodnings- og afkodningsbiblioteker til mange proprietære medieformater, såsom Windows Media, er også utilgængelige som standard.
Ubuntu Backports er et officielt anerkendt projekt, som backporter nyere versioner af bestemt software, som kun er tilgængeligt i ustabile versioner af Ubuntu. Arkivet er ikke videre omfattende; det består af bruger-ønskede pakker, som godkendes hvis de opfylder kvalitetskravene.
Uofficielle værktøjer som EasyUbuntu og Automatix forsøger at automatisere installationen og konfigurationen af software, som ikke officielt er pakket til Ubuntu af juridiske eller filosofiske grunde. Disse anbefales ikke af Ubuntus udviklerhold.
Ubuntu har et certificeringssystem for tredjeparts proprietær software, og Canonical har et specielt arkiv til certificeret proprietær software kaldet Commercial, som omfatter software som Canonical har fået speciel tilladelse til at distribuere. Arkivet indeholder f.eks. webbrowseren Opera og medieafspilleren RealPlayer.

## Udgivelser
Hver Ubuntu-udgivelse har et alliterativt kodenavn og et versionsnummer baseret på udgivelsens måned og år (eksempel: oktober, 2007 blev 7.10 Gutsy Gibbon udgivet). Canonical yder brugerhjælp og sikkerhedsopdateringer til de fleste versioner af Ubuntu i 18 måneder efter udgivelsen. .

### Liste over udgivelser
| Version   | Udgivelsesdato   | Kodenavn          | Sub Version | Brugerhjælp indtil                                   | Noter |
| --------- | ---------------- | ----------------- | ----------- | ---------------------------------------------------- | --- |
| 4.10      | 20. oktober 2004 | Warty Warthog     | Sounder     | 30. april, 2006                                      | Første udgivelse, understøtter x86, x86-64, PowerPC. ShipIt. |
| 5.04      | 8. april 2005    | Hoary Hedgehog    | Array       | 31. oktober 2006                                     | Inkludering af update-manager/upgrade-notifier, Kickstart-kompatibilitet, forbedret understøttelse af bærbare computere.                                                           |
| 5.10      | 13. oktober 2005 | Breezy Badger     | Colony      | 13. april 2007                                       | Grafisk opstartsproces med statuslinje (USplash), OEM Installer Support, Launchpad fejltracking, GCC 4.0                                                                           |
| 6.06 LTS  | 1. juni 2006     | Dapper Drake      | Flight      | Juni, 2009 (hjemmecomputere); Juni, 2011 (servere)   | LiveCD og Installationsprogram på én cd, Ubiquity installationsprogram. Første Long-Term Support-udgivelse.                                                                        |
| 6.10      | 26. oktober 2006 | Edgy Eft          | Knot        | 25. april, 2008                                      | Automatiserede problemrapporter, Upstart |
| 7.04      | 19. april 2007   | Feisty Fawn       | Herd        | Oktober, 2008                                        | Migreringsassistent, KVM, Nem codec-/restricted driver-installation, Skrivebordseffekter, WPA-understøttelse, PowerPC ikke længere officielt understøttet                          |
| 7.10      | 18. oktober 2007 | Gutsy Gibbon      | Tribe       | April, 2009                                          | Standard grafiske skrivebordseffekter, Windows kompatibel, Hurtig skrivebordsøgning, Hurtig brugerskift, Firefoxudvidelse til installation af populære plugins                     |
| 8.04 LTS  | 24. april 2008   | Hardy Heron       |             | April, 2011 (hjemmecomputere); April, 2013 (servere) | Long-Term Support-udgivelse, Grafisk overhaling af tema og artwork var planlagt til denne version, men blev udskudt til 8.10 [kilde mangler].                                      |
| 8.10      | 30. oktober 2008 | Intrepid Ibex     |             | April, 2010                                          | Komplet redesign af desktop; forbedringer for bærbare enheder og desktop-skalerbarhed; øget fleksibilitet mht. internetforbindelser                                                |
| 9.04      | 23. april 2009   | Jaunty Jackalope  |             | Oktober, 2010                                        | Hurtigere opstartstid. |
| 9.10      | 29. oktober 2009 | Karmic Koala      |             | April, 2011                                          | ext4 vil blive det nye standard filsystem, nyt tema, og hurtigere boot tid forventes samt forbedringer i Netbook Remix.                                                            |
| 10.04 LTS | 29. april 2010   | Lucid Lynx        |             | April, 2013 (hjemmecomputere); April, 2015 (servere) | Nyt tema, en forbedring af Ubuntu Software Center som gør at den også understøtter tredjeparts-arkiver, øget fokus på stabilitet og tilføjelsen af flere Applikations Indikatorer. |
| 10.10     | 10. oktober 2010 | Maverick Meerkat  |             | April, 2012                                          | Forbedringer i distroen til netbooks, mere fokus på hybriddisk cloud computing. |
| 11.04     | 28. april 2011   | Natty Narwhal     |             | Oktober, 2012                                        | Benytter Unity-skrivebordsmiljøet. Rhythmbox er blevet udskiftet med Banshee |
| 11.10     | 13. oktober 2011 | Oneiric Ocelot    |             | April, 2013                                          | Unity er blevet porteret til Gnome 3. LightDM benyttes ved login. |
| 12.04 LTS | 26. april 2012   | Precise Pangolin  |             | April, 2017                                          | Fokus på stabilitet og finish. |
| 12.10     | 18. oktober 2012 | Quantal Quetzal   |             | April, 2014                                          | |
| 13.04     | 25. april 2013   | Raring Ringtail   |             | 27. januar 2014                                      | Fokus på mobilitet |
| 13.10     | 17. oktober 2013 | Saucy Salamander  |             | April, 2015                                          | |
| 14.04 LTS | 17. april 2014   | Trusty Tahr       |             | April, 2019                                          | Understøtter ikke den nedlagte service Ubuntu One. |
| 14.10     | 23. Oktober 2014 | Utopic Unicorn    |             | Juli, 2015                                           | |
| 15.04     | 23. april 2015   | Vivid Vervet      |             | 4. Februar 2016                                      | |
| 15.10     | 22. Oktober 2015 | Wily Werewolf     |             | 28. Juli 2016                                        | |
| 16.04 LTS | 21. April 2016   | Xenial Xerus      |             | April 2021                                           | |
| 16.10     | 13. Oktober 2016 | Yakkety Yak       |             | 20. Juli 2017                                        | |
| 17.04     | 13. April 2017   | Zesty Zapus       |             | 13. Januar 2018                                      | |
| 17.10     | 19. Oktober 2017 | Artful Aardvark   |             | Juli 2018                                            | |
| 18.04 LTS | 27. April 2018   | Bionic Beaver     |             | April 2023                                           | |
| 18.10     | 18. Oktober 2018 | Cosmic Cuttlefish |             | Juli 2019                                            | |
| 19.04     | 18. April 2019   | Disco Dingo       |             | Januar 2020                                          | |
| 19.10     | 17. Oktober 2019 | Eoan Ermine       |             | Juli 2020                                            | |
| 20.04 LTS | 23. April 2020   | Focal Fossa       |             | April 2025                                           | |

| Farver:                                    | Farver:                              | Farver:             | Farver:             |
| ------------------------------------------ | ------------------------------------ | ------------------- | ------------------- |
| Gammel udgivelse; ikke længere brugerhjælp | Gammel udgivelse; stadig brugerhjælp | Nuværende udgivelse | Fremtidig udgivelse |

### Ændringer i udgivelserne
Den første udgivelse, 4.10, introducerede et opdateringsværktøj og forbedrede muligheder på bærbare computere. 5.04 var den første udgave som tillod, at fejl kunne rapporteres via Launchpad. Den introducerede også en grafisk statuslinje ved opstart. Fjerde udgivelse, 6.06 LTS, var den første, som havde Live-cd og installation på samme cd. Fire måneder senere introducerede 6.10 automatiske problemrapporter og en ny opstartshåndtering kaldet Upstart. Udgivelsen 7.04 indeholder understøttelse af trådløs WPA, nemmere installation af ufrie codecs og valgfrie skrivebordseffekter. Under installationen kan guiden finde Windows XP-konti og overføre data fra dem. KVM virtualisering understøttes også. Udgivelsen 7.10 indeholder flere grafiske skrivebordseffekter, en installation som ikke behøver brugerinput og flere Click'N'Run-muligheder.

### Long Term Support
Version 6.06 LTS, med kodenavnet "Dapper Drake", er den første Long Term Support-version af Ubuntu. Canonical yder brugerhjælp og opdateringer til LTS-versioner i længere tid end andre Ubuntu-versioner. Pakkeopdateringer planlægges og kommerciel, teknisk brugerhjælp kan fås i tre år for hjemmecomputerudgaven og fem år for serverudgaven.
Ubuntu 6.06 LTS indeholdt oprindeligt GNOME 2.14, Mozilla Firefox 1.5.0.3, OpenOffice.org 2.0.2, Xorg 7.0, GCC 4.0.3 og version 2.6.15 af Linuxkernen. Den første patchversion, version 6.06.1, blev udgivet 10. august 2006 og distribueres stadigvæk på linje med senere udgivelser.
På grund af den forlængede brugerhjælpscyklus fortsatte ShipIt med at sende Dapper, i stedet for at skifte til den nyere Edgy Eft. Siden 11. april 2007 har Feisty Fawn dog kunnet bestilles fra ShipIt.

### Edgy Eft
Den følgende Ubuntu-version, version 6.10, kendt som "Edgy Eft", indeholdt nye egenskaber som en ny System V init daemon-erstatning kaldet Upstart, såvel som forbedringer af brugen af hukommelse i programmer som Evolution og Nautilus, der førte til hurtigere opstart af styresystemet samt opstart af programmer i forhold til version 6.06. Blandt større programmer i denne udgivelse var GNOME 2.16.1, Mozilla Firefox 2.0, OpenOffice.org 2.0.4, X.Org Server 7.1.1, GCC 4.1.1 og Linux-kernen version 2.6.17.
Ligesom tidligere udgivelser kan brugeren opgradere direkte til Edgy fra tidligere versioner. Opgradering fra 6.06 sker ikke automatisk ligesom normale pakkeopgraderinger, men kræver en speciel switch i opdateringsprogrammet. Andre metoder, som dist-upgrade-funktionen fra apt-get, anbefales ikke. Nogle brugere rapporterede alvorlige problemer i opgraderingsprocessen.

### Udvikling
Den nuværende version af Ubuntu er 12.04 LTS med kodenavn "Precise Pangolin". Denne version blev udgivet den 26. april 2012. Precise Pangolin er en Long-Term Support version, som understøttes i 5 år for såvel hjemmecomputere som for servere.

### Systemkrav
Den nuværende version af Ubuntu, 10.04, kræver 256 megabyte RAM, og, når den installeres på harddisken, mindst fire gigabyte ledig plads på harddisken, hvis den installeres som den almindelige hjemmecomputerversion. Serverinstallationen kræver 192MB RAM og 1GB ledig harddiskplads.

## Varianter
Varianter af Ubuntu er opdelt i to, brede kategorier:
1. Underdelinger af distributionen skabt af og indenfor Ubuntu med en speciel installation eller live-cd, som belyser bestemte aspekter af distributionens software. Disse kaldes ofte "subprojects" ("underprojekter") eller "flavors" ("smagsvarianter"). Disse kendes som "custom distributions" hos Debian.
2. Distributioner afledt af Ubuntu, skabt af individder, grupper eller organisationer, som arbejder udenfor Ubuntu-projektet, men ved at bruge Ubuntu-software. Disse udbryderprojekter er teknisk set afledte fra Ubuntu.

### Officielle/interne varianter
Der er flere officielle varianter af Ubuntu med udgivelsesdatoer simultant med Ubuntus, da deres pakker hentes fra de samme arkiver. Det er:
- Kubuntu, som bruger KDE i stedet for GNOME Shell som standard skrivebordsmiljø.
- Ubuntu MATE, som bruger MATE i stedet for GNOME Shell som standard skrivebordsmiljø.
- Edubuntu, designet til skolemiljøer, og bør være lige så passende for børn at bruge derhjemme.[7]
- Xubuntu, som bruger Xfce som standard skrivebordsmiljø og er designet til mindre ressourcestærke computere.
- Lubuntu, som bruger LXDE som standard skrivebordsmiljø og er designet til at være endnu mere letvægtigt end Xubuntu.
- Ubuntu Server Edition, som indeholder serverprogrammer.[63]

Ubuntu, Kubuntu og Edubuntu kan bestilles som cd'er fra ShipIt Arkiveret 24. august 2006 hos  Wayback Machine.

### Uofficielle afledte projekter
- Elbuntu bruger Enlightenment som skrivebordsmiljø.
- Fluxbuntu bruger Fluxbox-skrivebordsmiljøet. Den er designet til maskiner, som er for langsomme til at køre et stort system ordentligt og er derfor meget minimalistisk.
- Linux for Clinics vil skabe en Ubuntu-distribution til brug i medicinske omgivelser.
- Linux Mint er en Ubuntu-baseret distribution, der har et andet design end Ubuntu og indeholder speciel udviklede værktøjer og mere ufrit software for at gøre det nemmere for brugeren.
- Uberyl er en Ubuntu-baseret distribution, som har Beryl og Automatix slået til som standard.
- Ubuntu Lite bruger IceWM til brug på langsomme maskiner.
- Ubuntu Studio henvender sig til folk interesserede i multimedieproduktion.

Mark Shuttleworth har opfordret til oprettelsen af en Ubuntudistribution udelukkende bestående af Free Software Foundation-godkendt fri software. Dens udgivelse er fastsat til samtidig med Gutsy Gibbon. Et projekt med samme mål, gNewSense, blev udgivet 2. november 2006; gNewSense er ikke en officiel version af Ubuntu.
- LinuxMCE (Linux Media Center Edition) er et alternativ til Microsoft's Windows Media Center baseret på Ubuntu.
- Scibuntu forsøger at gøre videnskabelige programmer mere tilgængelige.

Der var en overgang et rygte om, at Google ville distribuere en Ubuntu-afart kaldet Goobuntu. Google bekræftede, at de har lavet en modificeret version af Ubuntu, men insisterede på at der ikke er nogle planer om at distribuere den udenfor firmaet.
xUbuntu (ikke at forveksle med Xubuntu) er en PC-/Xbox-version af Ubuntu. xUbuntu er ikke en uafhængig distribution.

## Brugerhjælp
Ubuntu tilbyder både kommerciel og gratis brugerhjælp. Den gratis brugerhjælp kommer fra Ubuntus brugerfællesskab, mens den kommercielle leveres direkte af Canonical Ltd og koster penge.
Man kan modtage gratis brugerhjælp via forums, IRC-kanaler, blogs og dokumentation].
Ubuntus dokumentation indeholder omfattende guides til en stor del af Ubuntu, såsom til serverinstallation, Kubuntu og Xubuntu. Der er også dokumentation til hjælp ved installation på i386, AMD64, PowerPC, SPARC, hppa og ia64. Der findes også uddrag fra den officielle Ubuntu-bog. Dokumentationen kan hentes som HTML og PDF.
Fællesskabets dokumentation er et alternativ til den officielle dokumentation. Denne findes på mange forskellige sprog, som: Hebraisk, tysk, fransk, russisk, italiensk, koreansk og kinesisk – dog endnu ikke på dansk. Her kan findes hjælp til ting som installation, vedligeholdelse, hardware, programmer, drivere samt hvordan man skifter fra andre styresystemer.

## Fællesskabet
Ubuntu-Women er et Ubuntu-projekt, sponsoreret af Canonical, som forsøger at skabe en platform og opfordre kvinder til at bidrage til FOSS.
Projektet blev startet i januar 2006 med det mål at supplere og inspirere kvinder til at blive mere opmærksomme på de tekniske aspekter af Ubuntus verden. Her kan kvinder kommunikere åbent og stille spørgsmål til frivillige og mentorer. Ved at blive involveret i dette projekt kan man få muligheden for at skabe ny fri software.
Både mænd og kvinder kan deltage i Ubuntu-Women.

## Modtagelse
Statistikker fra Google Trends viser, at siden slutningen af 2005 har Google modtaget et stigende antal søgninger for Ubuntu i forhold til andre populære Linux-distributioner. Ubuntus side på DistroWatch har været den mest besøgte side i deres database i mere end et år. Ubuntu blev tildelt "Reader Award" for bedste Linux-distribution ved LinuxWorld Conference and Expo 2005 i London. Den har også fået gode anmeldelser i onlinetidsskrifter samt computerblade. På Debconf 6 i maj 2006 udtalte Mark Shuttleworth, at "omkring 6.000.000 Breezy-cd'er" var blevet distribueret gennem Ubuntus ShipIt-tjeneste. Mange anmeldere af Ubuntu pointerer, at en stor del af grunden til Ubuntus succes er dets store fællesskab.
Ubuntu blev valgt som Årets Distribution for 2006 på LinuxQuestions.org.
Frankrigs parlament har valgt at skifte til Ubuntu pr. juni 2007.
Ubuntu og Canonical er blevet kritiseret af en del af fri software-bevægelsen, for beslutningen om at inkludere en større mængde proprietære drivere i standardinstallationen af 7.04 og har derfor efterfølgende valgt at gøre disse drivere valgfrie. Ubuntu er også blevet kritiseret af folk fra Debian-projektet, som mener at Ubuntus udviklere har drejet styresystemet så langt væk, at båndene mellem Debians og Ubuntus udviklere er blevet brudt.

## Fodnoter
1. ↑  PowerPC understøttes ikke længere officielt pr. 7.04 (Feisty) iflg. Technical Board decisions En uofficiel PowerPC-version af Feisty kan findes her Arkiveret 24. juni 2007 hos  Wayback Machine.
2. ↑  UltraSPARC- og UltraSPARC T1-platformene understøttes kun af serverudgaven af Ubuntu.
3. ↑  HPPA- og IA64-udgaverne vedligeholdes af fællesskabet og er ikke officielt understøttede.
4. ↑  "community - Ubuntu". Hentet 2006-03-11.
5. ↑  "XYZ computing article on kubuntu". Arkiveret fra originalen 23. juni 2006. Hentet 2006-03-11.
6. ↑   "About Ubuntu: The Ubuntu Story". Hentet 15. september 201. The Ubuntu team broke new ground in committing to a programme of scheduled releases on a predictable six-month basis. {{cite web}}: Tjek datoværdier i: |access-date= (hjælp)
7. 1 2  "Edubuntu - Frequently asked questions". Arkiveret fra originalen 18. april 2010. Hentet 2006-07-15.
8. ↑  Hill, Benjamin Mako (26. november 2004). "Ubuntu is Born". Ubuntu (A GNU/Linux Operating System): Past Present and Future. Hentet 2006-10-18.
9. ↑  "ubuntu/relationship "Debian is the rock upon which Ubuntu is built"". Hentet 2006-05-25.
10. ↑  Shuttleworth, Mark. "What about binary compatibility between distributions?". Ubuntu Wiki. Hentet 2006-09-30.
11. ↑  "Ubuntu Philosophy". Ubuntu.com. Hentet 2006-04-25.
12. ↑  "Ubuntu and Debian". Ubuntu.com. Hentet 2006-05-25.
13. ↑  "internetnews.com Sarge vs. The Hoary Hedgehog?". Hentet 2006-04-25.
14. ↑  "Announcing Launch of ($10m) Ubuntu Foundation". 2005-07-08. Hentet 2007-04-21.
15. ↑  "Dell to Offer Ubuntu 7.04". Hentet 2007-05-02.
16. ↑  "About GNOME". GNOME.org.
17. ↑  "Ubuntu Homepage".
18. ↑  "RootSudo". Ubuntu Wiki. Hentet 2006-04-25.
19. ↑  "Ubuntu Support: ShipIt FAQ". Canonical Ltd.
20. ↑  Brockmeier, Joe (27. april 2007). "Review: Ubuntu Feisty Fawn". Linux.com. Hentet 2007-05-05.
21. ↑  The Fridge
22. ↑  "Ubuntu Components". Hentet 2006-03-16.
23. ↑  "Ubuntu Licensing". Hentet 2006-06-29.
24. ↑  "Ubuntu Free Formats". Ubuntu Community Documentation. Hentet 2006-11-28.
25. ↑  "Codecs install". Ubuntu Wiki. Hentet 2006-08-02.
26. ↑  "Ubuntu Backports". Hentet 2006-09-17.
27. ↑  Edgy in the news
28. ↑  "partners/certification/software". Hentet 2006-03-16.
29. ↑  "Introducing the Dapper Commercial Repository". Unofficial Ubuntu blog.
30. ↑  "Ubuntu Releases FAQ". Hentet 2006-12-21.
31. ↑  "Ubuntu 4.10 announcement". Hentet 2007-04-13.
32. ↑  "5.04 Release Notes". 2005-04-08. Arkiveret fra originalen 30. april 2008. Hentet 2007-04-14.
33. ↑  "Ubuntu 5.10 announcement". Hentet 2006-10-11.
34. ↑  "Ubuntu 5.10 release notes". Hentet 2006-12-21.
35. ↑  "Ubuntu 6.06 LTS announcement". Arkiveret fra originalen 24. august 2011. Hentet 2006-12-21.
36. ↑  "Ubuntu 6.06 LTS release notes". Hentet 2006-12-21.
37. ↑  "Ubuntu 6.10 announcement". Arkiveret fra originalen 24. august 2011. Hentet 2006-10-26.
38. ↑  "Ubuntu 6.10 release notes". Hentet 2006-12-21.
39. ↑  "Ubuntu 7.04 announcement". Hentet 2007-02-06.
40. ↑  "Ubuntu 7.10 announcement". Hentet 2007-03-24.
41. ↑  "Ubuntu theme update postponed". Hentet 2008-03-26.
42. ↑  "Next Ubuntu release to be called Intrepid Ibex, due in October". Hentet 2008-02-21.
43. ↑  Canonical unveils 6th LTS release of Ubuntu with 16.04 | Ubuntu
44. ↑  "Mark Shuttleworth » Blog Archive » X marks the spot". Arkiveret fra originalen 23. oktober 2015. Hentet 14. maj 2019.
45. ↑  This is the Release Date for Ubuntu 16.10 'Yakkety Yak' - OMG! Ubuntu!
46. ↑  "Mark Shuttleworth » Blog Archive » Y is for…". Arkiveret fra originalen 25. april 2016. Hentet 14. maj 2019.
47. ↑  ZestyZapus/ReleaseSchedule - Ubuntu Wiki
48. ↑  ArtfulAardvark/ReleaseSchedule - Ubuntu Wiki
49. ↑  BionicBeaver/ReleaseSchedule - Ubuntu Wiki
50. ↑  CosmicCuttlefish/ReleaseSchedule - Ubuntu Wiki
51. ↑  "Mark Shuttleworth » Blog Archive » Cue the Cosmic Cuttlefish". Arkiveret fra originalen 25. april 2019. Hentet 14. maj 2019.
52. ↑  DiscoDingo/ReleaseSchedule - Ubuntu Wiki
53. ↑  EoanErmine/ReleaseSchedule - Ubuntu Wiki
54. ↑  Ubuntu 19.10 Is The "Eoan Ermine" Release - Phoronix
55. 1 2 3  Releases - Ubuntu Wiki
56. ↑  "Ubuntu 6.06.1 LTS released". Ubuntu.com. Hentet 2007-03-30.
57. ↑  "Downloading Ubuntu". Ubuntu.com. Hentet 2006-11-05.
58. ↑  "ShipIt changes". Hentet 2006-09-25.
59. ↑  "Edgy Eft Knot 3". Hentet 2006-09-24.
60. ↑  "Edgy Upgrades". Ubuntu Wiki. Hentet 2006-10-30.
61. ↑  kdawson (2006-10-29). "Upgrading to Ubuntu Edgy Eft a "Nightmare"". Slashdot. Hentet 2006-10-29.
62. ↑  "10.04 Release Notes". Hentet 2010  -06-26. {{cite web}}: Teksten "Ubuntu" ignoreret (hjælp); Tjek datoværdier i: |access-date= (hjælp)
63. ↑  Ubuntu Server Edition | Ubuntu
64. ↑  "Mark Shuttleworth registers gnubuntu.org (Ubuntu postliste)". Hentet 2006-04-25.
65. ↑  "Introducing the Gutsy Gibbon". 2007-04-12. Hentet 2007-05-06.
66. ↑  "The Register: Google at work on desktop Linux". Hentet 2006-04-25.
67. ↑  "Ubuntu-Women webside". Arkiveret fra originalen 26. februar 2012. Hentet 17. maj 2007.
68. ↑  søgninger på Ubuntu på Google
69. ↑  "DistroWatch: Linux Distribution Popularity". Hentet 2006-04-27.
70. ↑  "LinuxWorld Expo UK 2005" (PDF). Hentet 2006-05-09.
71. ↑  "Ubuntu - A New Approach to Desktop Linux". Arkiveret fra originalen 10. maj 2006. Hentet 2006-05-09.
72. ↑  "Linux in Government: Linux Desktop Reviews, Part 6 - Ubuntu". Hentet 2006-05-09.
73. ↑  "Ubuntu Q&A with Mark Shuttleworth at Debconf 6". Hentet 2006-10-25.
74. ↑  "XYZ computing article on Kubuntu". Arkiveret fra originalen 23. juni 2006. Hentet 2006-03-11.
75. ↑  LinuxQuestions.org
76. ↑  French Parliament Will Switch from Microsoft to Ubuntu
77. ↑  "Ubuntu to add proprietary drivers". 2006-11-17. Arkiveret fra originalen 22. maj 2007. Hentet 2007-04-21.
78. ↑  "Shuttleworth clarifies Ubuntu's stance on proprietary drivers". 2007-02-16. Arkiveret fra originalen 22. maj 2007. Hentet 2007-04-21.
79. ↑  "Ubuntu: derivative or fork ?". Arkiveret fra originalen 13. maj 2007. Hentet 2007-04-01.

## Yderligere læsning
- Hill, Benjamin Mako (2006). The Official Ubuntu Book. U.S.: Prentice Hall. ISBN 0-13-243594-2.
- Thomas, K. (2007). Beginning Ubuntu Linux, Second Edition. U.S.: Apress. ISBN 1-59059-820-2. Arkiveret fra originalen 16. april 2007. Hentet 17. maj 2007.
- Oxer, Jonathan (2006). Ubuntu Hacks. U.S.: O'Reilly Media. ISBN 0-596-52720-9.
- Gagne, M. (2007). Moving to Ubuntu Linux. U.S.: Addison-Wesley. ISBN 0-321-42722-X.{{cite book}}:  CS1-vedligeholdelse: url-status (link)
- Hudson, A. (2006). Ubuntu Unleashed. UK.: SAMS. ISBN 0-672-32909-3. Arkiveret fra originalen 26. november 2006. Hentet 17. maj 2007.